# Бударино (Западно-Казахстанская область)
Буда́рино (каз. Бударин) — село в Акжаикском районе Западно-Казахстанской области Казахстана. Административный центр Бударинского сельского округа. Находится на правом берегу реки Урал, примерно в 35 км к северо-северо-западу (NNW) от села Чапаев, административного центра района, на высоте 29 метров над уровнем моря. Код КАТО — 273247100.

## История
17 (28) сентября 1773 года с Бударинского форпоста начался поход яицких казаков под предводительством Емельяна Пугачёва на Яицкий городок, что послужило началом Крестьянской войны в России 1773—1775 годов. Отсюда Пугачев написал письмо казахскому хану Нуралы, требуя от него в заложники сына и сто человек вспомогательного войска.
Станица Бударинская входила во 2-й Лбищенский военный отдел Уральского казачьего войска. В 1900 г. станице действовали начальная школа и православная церковь.
По преданию свое название станица получила от будары (рыболовной лодки), которая полная деньгами была зарыта в одном из ближайших оврагов. Многочисленные попытки найти эту будару успехом не увенчались.

## Население
В 1999 году численность населения села составляла 1667 человек (833 мужчины и 834 женщины). По данным переписи 2009 года в селе проживало 1444 человека (696 мужчин и 748 женщин).